# Малое Алексеевское (Московская область)
Малое Алексеевское — село в Ступинском районе Московской области в составе Аксиньинского сельского поселения (до 2006 года — Большеалексеевский сельский округ).

## География
Расположено на севере района, на правом берегу реки Северка, высота центра села над уровнем моря — 124 м. На востоке Малое Алексеевское граничит с Большим Алексеевским, севернее, через реку, Авдотьино и в 1,5 км на запад — Милино.

## История
На 1797 год, по данным генерального межевания, в селе Малое Алексеевское Коломенского уезда, находившимся во владении статского советника Никиты Федоровича Коковинского, насчитывалось 96 душ обоего пола, имелась церковь Ильи Пророка. Деревянная Ильинская церковь была возведена не позже XVII века, известное здание построено в 1676 году, в 1910 году пристроена кирпичная колокольня, сломана в середине XX века.

## Население
| 2002 | 2006 | 2010 |
| ---- | ---- | ---- |
| 11   | ↘6   | ↗8   |

## Инфраструктура
В селе 1 улица — Северная.